# Бритаев, Елбыздыко Цопанович

Мемориальная доска на доме №9 по улице Баллаева, Владикавказ

Елбыздыко́ Цопа́нович Брита́ев (осет. Брытъиаты Цопаны фырт Елбыздыхъо; 10 (23) октября 1881 год, Даллагкау — 25 сентября 1923 года) — осетинский драматург, отец народной артистки РСФСР Зарифы Бритаевой.

## Биография
Родился в крестьянской семье в селении Даллагкау (ныне Алагирский район Северной Осетии) 10 (23) октября 1881 года. В 1903 году окончил реальное училище во Владикавказе. За участие в революции 1905—1907 годов был арестован и выслан за пределы Осетии. Примыкал к эсерам. В 1917 году окончил юридический факультет Петроградского университета. В 1918 году стал учителем в селе Дзуарикау. После работал во Владикавказе в области просвещения.
Проживал в доме № 9 на современной улицы Баллаева. Умер в сентября 1923 года.

## Творчество
Перу Елбыздыко Бритаева принадлежат историческая драма «Хазби» о борьбе с царизмом, пьесы «Уæрæседзау» («Побывавший в России»), «Худинаджы бӕсты мӕлӕт» («Лучше смерть, чем позор»), трагедия «Амран». В 1912 году Бритаев издал в Санкт-Петербурге три номера осетинского литературного журнала «Хуры тын» («Луч солнца»). Его лучшим произведением считается драма «Дыууæ хойы» («Две сестры»), в которой показано бесправие женщины-горянки, борьба с пережитками феодализма.

## Память
- На доме № 9 по улице Баллаева, где проживал Елбыздыко Бритаев, установлена мемориальная доска. Автор: скульптор Михаил Дзбоев. Установлена в 1991 году[1].
- Именем Елбыздыко Бритаева названа улица во Владикавказе,
- Монументальный памятник в Куртатинском ущелье недалеко от посёлка Фиагдон.